# جزیره کیلانگ
جزیره کیلانگ (به لاتین: Keelung Islet) یک جزیره در تایوان است که در Zhongzheng District واقع شده‌است. جزیره کیلانگ ۱۸۲ متر بالاتر از سطح دریا واقع شده‌است.